# 拉賽林大屠殺
拉賽林大屠殺，發生在2018年11月13日，海地首都太子港的貧民窟拉賽林，據報導，在24小時內至少有71名平民被殺。據稱，這些殺戮要麼是由於當地的幫派戰爭，要麼是海地官員試圖平息反腐敗抗議活動的行動。

## 背景
2017年10月，聯合國維和人員在時隔13年後結束了在海地的任務。自聯合國離開以來，該市幫派控制區的數量明顯增加。
大屠殺發生在海地境內的各種抗議活動中：若弗內爾·莫伊茲於2016年11月當選總統，但抗議者認為他腐敗。
據目擊者報告稱，2018年11月13日下午3點左右，一輛載有穿制服男子的警車抵達太子港的拉賽林貧民窟。這些人隨後向平民開火，而當地幫派成員則用槍聲和砍刀殺死了其他人。據目擊者以及一個人權組織稱，至少有21名男子在大屠殺中喪生。當地人權組織Fondasyon Je Klere估計有15至25人被殺。
Fondasyon Je Klere表示，武裝團夥，腐敗的警察和政府官員之間的聯繫可能指向大屠殺的肇事者。那些目睹大屠殺的人聲稱兇手可能是腐敗的員警，導致國家警察局長停職了兩名被指控參與殺戮的警官。據警方稱，有一人因與殺戮有關而被捕。

## 反應
聯合國已對這起殺戮事件展開調查。2020年12月，美國外國資產控制辦公室宣佈對成為幫派頭目的前警官吉姆·切里齊耶、費內爾·蒙切里和莫伊茲政府的兩名官員約瑟夫·皮埃爾·理查·杜普蘭實施制裁，因為他們涉嫌參與大屠殺。